# Spetsstreckat tofsfly
Spetsstreckat tofsfly (Herminia grisealis) är en fjärilsart som beskrevs av Ignaz Schiffermüller 1775. Spetsstreckat tofsfly ingår i släktet Herminia och familjen nattflyn. Arten är reproducerande i Sverige. Inga underarter finns listade i Catalogue of Life.

## Bildgalleri

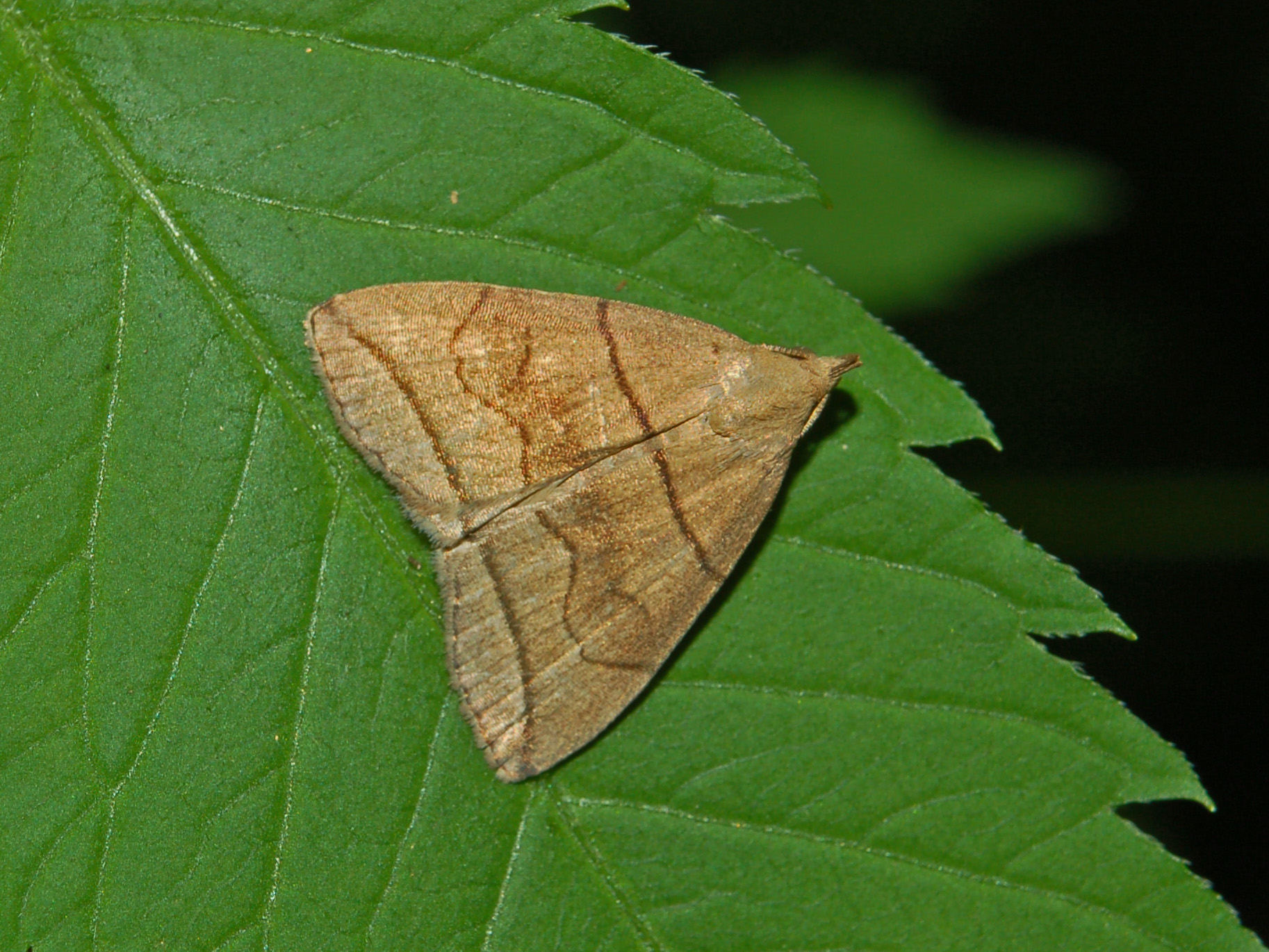